# Флойд Паттерсон
Флойд Паттерсон (англ. Floyd Patterson; нар. 4 січня 1935, Вако, Північна Кароліна, США — 11 травня 2006, Нью-Полц, Нью-Йорк, США) — американський боксер-професіонал, олімпійський чемпіон 1952 року, чемпіон світу в суперважкій вазі.

## Біографія
Флойд Паттерсон перейшов в категорію важковаговиків в травні 1956 року. 30 листопада він переміг Арчі Мура в поєдинку за чемпіонський титул, який поступився Інгемару Йоханссон в 1959-му. Однак уже в червні 1960 року він повернув собі титул, відправивши Йоханссона в глибокий нокаут у п'ятому раунді. Флойда Паттерсона тренував один з найбільш харизматичних персонажів в історії сучасного боксу — Кас Д'Амато, який пізніше взявся за підготовку Майка Тайсона і виростив з нього наймолодшого чемпіона світу.
Паттерсон через скромність отримав прізвисько — «Джентльмен боксу». Відправивши Інгемар Юганссона в глибокий нокаут, він замість тріумфування і всілякої демонстрації переваги кинувся допомагати йому прийти в себе. Паттерсон виріс в бідній сім'ї, в одному з найбідніших районів Нью-Йорка — Бедфорд-Стайвесант. Відсутність агресії постійно служила йому недобру службу на рингу і поза ним: програші супроводжувалися періодами важкої депресії та напади страху перед майбутніми боями. Кас Д'Амато зізнавався, що майже абсолютна нездатність до агресії, у випадку з Флойдом, є проблемою, яку йому як тренеру не вдалося подолати. «Я не великий чемпіон — я просто чемпіон», нерідко повторював скромняга Паттерсон, схильний до самоаналізу, за який, до речі, європейські журналісти прозвали його «Фрейд Паттерсон» (натякаючи на доктора Зигмунда Фрейда).
Паттерсон був технічним боксером і чудово володів технікою захисту «Пік-а-бу(peek-a-boo)», яку згодом застосовував Майк Тайсон. Його коронним ударом був амплітудний хук зліва, названий за хльостку і стрімку манеру «ударом кенгуру». З огляду на технічний рівень Паттерсона, можна стверджувати, що причинами здебільшого програних боїв в кар'єрі Флойда була відносно невелика для його категорії вага (близько 86 кг) та складності в психологічній підготовці, пов'язані з його м'яким характером.
У 1962 році Паттерсон поступився чемпіонським титулом Соні Лістону. Один з найскладніших боїв в його кар'єрі, враховуючи той факт, що Лістоном в той час можна було залякати навіть самого сміливого боксера-професіонала. Агресивний і крижаний спокій Лістона наводив панічний страх цього «сталевого» боксера «з поглядом ката». Треба відзначити, що Мухаммед Алі пізніше знайшов можливість деморалізувати Лістона і побити його так, що останній відмовився від продовження бою.
З Мухаммедом Алі Флойд Паттерсон зустрічався на рингу двічі — в 1965 і 1972 роках. Він двічі програв — в першому випадку технічним нокаутом в 12 раунді. Після другого програшу Мухаммеду Алі Паттерсон пішов із професійного рингу. На той момент йому було 37 років.
В останні роки життя Флойд Паттерсон страждав від хвороби Альцгеймера, а також від раку простати. Він помер в 2006 році, у віці 71 року. Похований Паттерсон на кладовищі New Paltz Cemetery в окрузі Ульсер штату Нью-Йорк.

## Цитати
- «Мене називають боксером, який падав частіше за інших. Але ж і вставав — частіше за інших», — цитата Паттерсона